# 芳賀史徳
芳賀 史徳（はが ふみのり）は、日本のクラリネット奏者。日本フィルハーモニー交響楽団副首席クラリネット奏者を経て、現在読売日本交響楽団クラリネット奏者。桐朋学園大学講師、尚美ミュージックカレッジ専門学校講師。

## 略歴
宮城県美里町出身。美里町立小牛田中学校、宮城県古川高等学校、東京藝術大学卒業。中学1年生から吹奏楽を始める。高校生の時、台湾の高校生を含む50人が出場した2001年第2回ヤングクラリネッティストコンクールのジュニアＢで優勝。プランツァーやロッシーニなどの課題曲をこなした。大学卒業後渡仏。オーベルヴィリエ・ラ・クールヌーヴ地方国立音楽院卒業。第6回日本クラリネットコンクール入選。第78回 日本音楽コンクールクラリネット部門入選。第27回日本管打楽器コンクール クラリネット部門第1位。

## 受賞歴
- 第2回ヤングクラリネットコンクール（日本クラリネット協会主催）第1位。（2001年）
- 第6回日本クラリネットコンクール 入選。
- 第78回日本音楽コンクールクラリネット部門 入選。
- 第27回日本管打楽器コンクールクラリネット部門 第1位。